# Руди Вата
Руди Вата (13. фебруар 1969) бивши је албански фудбалер.

## Каријера
Током каријере је играо за Динамо Тирана, Селтик, Енерги Котбус и многе друге клубове.

## Репрезентација
За репрезентацију Албаније дебитовао је 1990. године. За тај тим је одиграо 59 утакмица и постигао 5 голова.

## Статистика
| Албанија | Албанија | Албанија |
| Година   | Наступи  | Голови   |
| -------- | -------- | -------- |
| 1990.    | 1        | 0        |
| 1991.    | 1        | 0        |
| 1992.    | 5        | 0        |
| 1993.    | 6        | 0        |
| 1994.    | 3        | 0        |
| 1995.    | 5        | 1        |
| 1996.    | 4        | 0        |
| 1997.    | 7        | 1        |
| 1998.    | 8        | 0        |
| 1999.    | 8        | 1        |
| 2000.    | 7        | 2        |
| 2001.    | 4        | 0        |
| Укупно   | 59       | 5        |